# Fred Ziegellaub
Fred Ziegellaub (ursprünglich Friedrich; * 4. März 1907 in Worms; † 8. September 1973 in New York City) war ein deutsch-US-amerikanischer Sozialarbeiter. Er studierte von 1927 bis 1933 in Heidelberg und Frankfurt am Main Medizin, wurde aber von den Nazis am Abschluss seines Studiums gehindert. Er emigrierte zunächst nach Frankreich und später in die USA, wo er eine Ausbildung zum Sozialarbeiter abschloss. 1949 kehrte er mit seiner Familie nach Europa zurück und bildete an der Paul Baerwald School jüdische Sozialarbeiter aus. Seit den frühen 1950er Jahren war er dann in verschiedenen Funktion für das Joint Distribution Committee (JDC) tätig, zuletzt als dessen Deutschlanddirektor mit Sitz in Frankfurt am Main. 1962 kehrte Ziegellaub mit seiner Familie in die USA zurück und arbeitete dort für jüdische Einrichtungen und Organisationen – vorwiegend für solche, die sich um ältere Menschen kümmerten. Seine Frau Dora arbeite parallel dazu für das Leo Baeck Institut.

## Herkunft
Friedrich, genannt Fritz, war der Sohn der polnischstämmigen Familie Ignaz (* 7. November 1881 in Kolomea, dem damaligen polnischen Kolomyja; † 1959 in Israel) und Adele Ziegellaub (* 1. Januar 1874 in Kolomea; † 28. August 1932 in Worms). Die beiden waren seit dem 24. Mai 1904 verheiratet und hatten drei Söhne.
- Joseph Ziegellaub (* 4. April 1905 in Worms; † 1949 in London) kam im Januar 1933 aus Berlin, wo er als Dramaturg gearbeitet hatte, nach Frankfurt und bewegte sich dort im politischen Umfeld der Roten Studentengruppe, der auch seine spätere Ehefrau Ilse Seglow und sein Bruder Fritz und  angehörten. Joseph Ziegellaub und Ilse Seglow (damals noch Ilse Seligmann) gingen gemeinsam in die Emigration; ihre Ehe, aus der ein Sohn hervorging, wurde 1944 geschieden.
- Fritz Ziegellaub
- Adolf Ziegellaub (* 1. Mai 1908 in Worms; † in Israel). Der studierte Architekt hielt sich vom 17. Januar 1931 bis zum 30. Januar 1933 ebenfalls in Frankfurt auf. Ob er sich auch im politischen Umfeld seiner Brüder bewegte, ist nicht bekannt. Im Mai 1933 emigrierte er nach Frankreich und später nach Palästina. Unter dem Namen Abraham Segel arbeitete er als Architekt und wohnte in Haifa.

Ignaz Ziegellaub, der wie seine Frau nie die deutsche Staatsbürgerschaft erworben hatte, war Kaufmann und übernahm nach seiner Heirat ein Möbelhaus in Worms. Ein Eintrag im Archivinformationssystem Hessen legt nahe, dass es auch eine Zweigstelle in Darmstadt gab. Nach der Machtübergabe schloss er sein Geschäft – ob freiwillig oder auf Druck der Nazis, ist ungeklärt – und emigrierte wie sein Sohn Adolf über Frankreich nach Palästina.
Die Familie konnte ihren drei Söhnen den Besuch des Humanistischen Gymnasiums und anschließend ein Studium ermöglichen. Zudem erwarben alle drei die deutsche Staatsbürgerschaft, die ihnen allerdings zum 29. Dezember 1933 wieder aberkannt wurde. Zu diesem Zeitpunkt hielt sich jedoch niemand von ihnen mehr in Deutschland auf.

## Fritz Ziegellaubs Frankfurter Jahre
Fritz Ziegellaub studierte ab 1927 in Heidelberg und ab 1930 in Frankfurt Medizin. Bei Röder/Strauss ist vermerkt, dass er während seiner Studienzeit Mitglied im jüdischen Jugendverband Blau-Weiß und in der schon erwähnten Roten Studentengruppe (RSG) gewesen sei. Die Blau-Weiß-Mitgliedschaft lässt sich nicht verifizieren, und was die RSG-Mitgliedschaft betrifft, so ist nicht klar, ob es vor 1930 in Heidelberg bereits eine RSG-Gruppe gab.
Anders war die Situation in Frankfurt. Hier gab es eine aktive und auch zahlenmäßig große RSG, in der Ziegellaub schnell Anschluss fand und zum Freundeskreis um Gisèle Freund und den Schwestern Seligmann – Ilse (später Seglow) und Lore (später Evelyn Anderson) gehörte.:S. 56 Fotos von Freund zeigen ihn zusammen mit den RSG-Mitgliedern Joseph Dunner, Siegfried Höxter und Werner Klimpt.:S. 61 Im Juni 1932 kam es an der Goethe-Universität zum sogenannten Kampf im Lichthof, bei dem linke Studenten verhindern wollten, dass „SA- und SS-Stürme – begleitet von Mitgliedern des NSDStB – während des Vorlesungsbetriebes [..] in das Hauptgebäude“ der Universität eindrangen. Es kam zu handgreiﬂichen Auseinandersetzungen mit mehreren Verletzten. „Den Roten Studenten Ziegellaub [..] schlugen SA-Leute so brutal, dass er im Krankenhaus stationär behandelt werden musste.“:S. 64
In seinem 1958 eingeleiteten Entschädigungsverfahren hat sich Ziegellaub ausführlich zu diesem Angriff auf ihn und dessen Folgen geäußert.:Blatt 11–12 Eine Kopfwunde und eine schwere Gehirnerschütterung hatten neben Klinikaufenthalten zur Folge, dass es ihm nicht möglich war, sein Studium im Wintersemester 1932/33 fortzusetzen. Als er dann im April 1933 in der gynäkologischen Abteilung für seinen Abschluss noch notwendige praktische Erfahrungen sammeln wollte, wurde er von anderen Studenten wegen seiner politischen Überzeugungen und seines Judentums erneut bedroht und bekam mit, dass die SA begonnen hatte, Erkundigungen über ihn einzuholen. Daraufhin verließ er am 23. Mai 1933 Deutschland und begab sich über Straßburg nach Paris.
Der für Ziegellaub so folgenreiche Kampf im Lichthof hatte für einige RSG-Mitglieder ein Jahr später drastische Folgen. Der unter den Nazis zum Rektor der Goethe-Universität avancierte Ernst Krieck verfügte am 12. Juli 1933 für sieben von ihnen den sofortigen Ausschluss vom Universitätsstudium. 15 weitere Studentinnen und Studenten, die zu diesem Zeitpunkt nicht mehr in Frankfurt eingeschrieben waren, wurden der Betätigung „in kommunistischem Sinne“ bezichtigt und dies allen deutschen Hochschulen mitgeteilt, was ebenfalls einem Studienverbot gleichkam. Einer dieser 15 war Fritz Ziegellaub.

## Emigration und Neubeginn in den USA
Nach Röder/Strauss war Ziegellaub illegal nach Frankreich eingereist, hatte aber eine Aufenthaltserlaubnis erhalten. Damit war jedoch keine Arbeitserlaubnis verbunden, weshalb er sich mit Illegalen Gelegenheitsarbeiten – „als Krankenpfleger, Masseur und zeitweiliger Hilfsangestellter des Committees Nationale pour les refugees Allemands“:Blatt 11 – durchschlagen musste.
Am 15. Dezember 1934 heiratete er in Paris Dora (Feodora) Schapiro (* 24. Januar 1908 in Igstaqdt – † 13. März 1981 in Oakland).
Woher sich Fritz Ziegellaub und Dora Schapiro kannten, ist nicht überliefert. Dora Schapiro war die Tochter russischer Juden. 1927 ging sie in die USA. 1933, kurz nach Hitlers Machtergreifung, kehrte sie nach Deutschland zurück, um umgehend über das Saargebiet ihre Flucht nach Frankreich vorzubereiten.
Dora Schapiros geglückte Flucht aus Deutschland und die Heirat in Paris führten für das junge Paar zu neuen Komplikationen. Wegen Doras illegaler Einreise nach Frankreich wurden beide 1935 ausgewiesen. Als staatenloser Student und staatenlose Hausfrau verließen sie mit in Paris ausgestellten Visa am 13. März 1935 von Le Havre aus Frankreich und landeten am 19. März in New York. Anders als in dem zuvor zitierten Zeitungsartikel ist in der Passagierliste von Ellis Island eingetragen, dass Dora Schapiro sich zuvor nur bis zum September 1931 in den USA aufgehalten hatte. Als vorläufige Adresse benannten sie einen Max Levi in New York, den Schwager von Dora Ziegellaub.
Für Fred Ziegellaub begann das Leben in den USA erneut mit Gelegenheitsarbeiten als Krankenpfleger, Masseur und Arbeiter in einer Schuhfabrik.:Blatt 12 Eine Unterstützung erhielt er zudem durch ein New Yorker jüdisches Flüchtlingskomitee, und Dora fand Arbeit als Fremdsprachensekretärin, wobei es sich vermutlich um die in dem Zeitungsartikel erwähnte Stelle bei Gustav Stolper gehandelt hat. Doras Einkommen trug dazu bei, dass ihr Mann schließlich an der New York School of Social Work Sozialarbeit studieren und 1939 sein Studium mit einem Master of Social Work (MSW) abschließen konnte.
Von 1939 bis 1949 arbeitete Fred Ziegellaub in verschiedenen Funktionen als Sozialarbeiter, davon bis 1946 für jüdische Einrichtungen. Dora war bis 1949 bei Stolper beschäftigt. Am 22. Mai 1941 wurde Fred Ziegellaub eingebürgert; am 24. Mai 1945 wurde Tochter Hannah geboren, die später als Künstlerin bekannt wurde, aber auch als eine der Protagonistinnen in dem preisgekrönten Dokumentarfilm Gespräche mit verrückten Frauen. Hannah Ziegellaub starb am 29. Mai 2006 im Alter von 61 Jahren in New York City an den Folgen von Multipler Sklerose. Über die zweite Tochter der Ziegellaubs, Miriam Mimi Ruth (* 1947), gibt es keine weiterführenden Hinweise.

## Rückkehr nach Europa
1949 wurde auf Initiative des Joint Distribution Committee (JDC) in Versailles die Paul Baerwald School of Social Work gegründet, um jüdische Sozialarbeiter auszubilden, die in der Nachkriegszeit Juden in Europa, Nordafrika und in Palästina zur Seite stehen konnten. Ein Großteil der frühen Mitarbeiter war an der New York School of Social Work ausgebildet worden und hatte Erfahrung in der amerikanischen Sozialarbeit gesammelt.
Fred Ziegellaub war einer der für die Ausbildung angeworbenen Person und ging 1949 mit seiner Familie nach Europa. Von 1949 bis 1953 war er in unterschiedlichen Funktionen an der Schule beschäftigt, unter anderem auch als stellvertretender Direktor an der Seite von Heinrich Selver.
1953 wurde die Baerwald School vorläufig geschlossen, und Ziegellaub ging für etwa ein Jahr nach Israel, um dort in Verbindung mit dem JDC an der Ausbildung in Krankenhäusern und Altersheimen mitzuwirken. Ab 1954 übernahm er dann Funktionen für den JDC in Europa. Er wurde zuerst Director for Community  Relations in Frankfurt, dann Ende 1955/Anfang 1956 Landesdirektor für Österreich und danach für die Bundesrepublik Deutschland. Seit dem 21. Mai 1957 wohnte er am Bettinaplatz 65 im Frankfurter Westend. Unter dieser Adresse stellte er auch seinen  Antrag auf Entschädigung wegen "Schaden im beruﬂichen Fortkommen (§§ 65 - 125 BEG)", bei dem er zunächst vom Rechtsanwalt Erich Cohn-Bendit vertreten wurde, nach dessen Tod von dessen Kanzleinachfolger Jürgen Heuser. Mit Bescheid vom 20. Juni 1960 wurden Ziegellaub 5.000,-- DM als „Entschädigung wegen Schadens in der Ausbildung“ zuerkannt. Wegen einer Änderung des BEG meldete Rechtsanwalt Heuser namens seines Mandanten am 29. Dezember 1965 weitere Entschädigungsansprüche an. Am 3. Februar 1966 reklamiert Ziegellaub, inzwischen wohnhaft in Maplewood (New Jersey), bei der Entschädigungsbehörde wegen noch ausstehenden Zahlung. Am 27. April 1966 folgte schließlich der zweite Bescheid über weitere 5.000,-- DM Entschädigung.
Als Vertreter des JDC sprach Fred Ziegellaub am 27. September 1959 in Worms bei der Grundsteinlegung der danach wiederaufgebauten alten Synagoge.

## Rückkehr in die USA
Wann genau die Ziegellaubs wieder in die USA zurückkehrten, ist nicht eindeutig bestimmt. Nach dem schon mehrfach zitierten Artikel zum Tode von Dora Ziegellaub geschah dies 1962, und sie trat noch im selben Jahr eine Stelle beim Leo Baeck Institut in New York an, wo sie sich der historischen Forschung über deutschsprachige Juden widmete.
Fred Ziegellaub übernahm ab 1963 verschiedene Funktionen bei jüdischen Einrichtungen.
- Von 1963 bis 1967 war er im Auftrag der Daughters of Israel  stellvertretender Direktor des Pleasant Valley Home, einem Seniorenheim in West Orange (New Jersey).[16]
- 1967/68 war er Direktor des Henrietta and Stuart Hirschman Coordinating Committee for Service to the Aged in der Bronx, einer Stiftung, die sich um das Wohl älterer Menschen und deren Familien kümmerte.[17]
- Von 1968 bis 1972 war Ziegellaub dann New Yorker Bezirksdirektor der Jewish Association for the Service of the Aged,  Mitglied der National Association of Social Workers und der National Conference of Jewish Communal Workers und des Social Work Vocational Bureau.

Nach dem Tod von Fred Ziegellaub und ihrem eigenen Ausscheiden aus dem Berufsleben zog Dora Ziegellaub nach Oakland, um dort in der Nähe ihrer Tochter Hannah zu leben.

## Werke
- The use of defense mechanisms for helping toward better employment adjustment in case work treatment, Masters essay, Columbia University 1944.
- Le cours de travail social individualise, Henry Selver, Janet Siebold, Fred Ziegellaub: L'ecole de service social Paul Baerwald, Frankreich 1953, S. 118–183.

## Archivmaterial
- Archivinformationssystem Hessen: Entschädigungsverfahren Friedrich Ziegellaub, Signatur HHStAW, 518, 58105.